# Augustin Ndindiliyimana
Augustin Ndindiliyimana (ur. 15 kwietnia 1943 w Butare) – były generał major Sił Zbrojnych FAR. Zbrodniarz wojenny skazany za ludobójstwo na Tutsich.

## Życiorys
Wstąpił do Sił Zbrojnych FAR, a w dniu 2 września 1992 roku został mianowany szefem sztabu Żandarmerii nationale. 6 kwietnia 1994 roku prezydent Habyarimana zginął w zamachu, wówczas po jego śmierci został otrzymał rangę generała majora. W czasie ludobójstwa w Rwandzie sprzeciwiał się masakrom.
Międzynarodowy Trybunał Karny dla Rwandy wydał nakaz aresztowania przeciwko niemu i trzem innym oficerom FAR. W dniu 29 stycznia 2000 roku został aresztowany w Belgii, a następnie przeniesiony do aresztu ICTR w Arushy w Tanzanii. Uznano go za winnego zbrodni przeciwko ludzkości. Został skazany na karę równą czasowi, którą spędził w więzieniu. Po 11 latach wyszedł na wolność, bo rzekomo „nie miał pełnej władzy nad swoimi podwładnymi”.